# Тордесильясский договор (1524)
Тордесильясский договор или Бургосский договор — договор, подписанный в 1524 году между Монако и Испанией, по которому Монако становилось под протекторат империи Габсбургов.

## Предыстория
В начале XVI века Монако получило суверенитет и было признано соседними государствами, но это не обезопасило Монако от нападений соседей. В 1506-1507 годах ему пришлось выдержать 102-дневную осаду генуэзскими войсками. Опасность вторжения продолжалась и дальше, поэтому сеньоры Монако начали искать поддержки у соседних более сильных монархий. Сильнейшими державами того времени в западной Европе были королевство Франция во главе с королём Франциском I и Империя Габсбургов во главе с Карлом V императором Священной Римской империи и королём Испании. Так как Франциск I был союзником Генуи, Люсьен Гримальди сеньор Монако избрал в своей политике испанский курс и начал вести переговоры с двором императора Карла.

## История
Тордесильясский договор был подписан в Бургосе в 1524 году.
По условиям этого договора Монако становилось под защиту Испании. Как следствие Монако стало подчиняться Испании и стало вассалом испанского короля. В городе размещался испанский гарнизон, обеспечение которого полностью ложилось на плечи горожан. Изначально в договоре было указано, что правитель Монако обязан платить дань королю Испании. Люсьен Гримальди сеньор Монако, просил чтобы это требование было удалено из договора. В конечном итоге его просьба была учтена и в договоре, подписанном в ноябре 1524 года, не содержится никакого упоминания об этом требовании. Но договор был подписан уже Оноре I, преемником Люсьена, так как Люсьен был убит генуэзцами, приверженцами генуэзского адмирала Андреа Дориа в 1523 году.

## Последствия
Договор был расторгнут 14 сентября 1641 года, когда в Перонне был подписан договор монакского правителя с французским королём Людовиком XIII и Монако перешло под протекторат Франции. Монако удалось сохранить независимость вплоть до 4 августа 1789 года, когда княжество было присоединено к Французской республике.